# Tomas Antonelius
Tomas Emil Rune Antonelius, tidigare Gustafsson, född 7 maj 1973 i Stockholm, är en svensk före detta fotbollsspelare som bland annat var med i Sveriges trupp i EM 2000 och VM 2002. Han spelade främst under sin karriär som vänsterback.

## Karriär

### Brommapojkarna och Kanada
Antonelius började som femåring spela fotboll i Brommapojkarna. Han spelade för BP i 18 år med undantag för ett år i Kanada (1990–1991). Antonelius hade åkt till Kanada för studier men kom med i proffslaget Winnipeg Fury. Han spelade där 3-4 matcher från start samt gjorde ett flertal inhopp, vilket finansierade hans studier.
Hösten 1991 hade Antonelius återvänt hem till Sverige och Brommapojkarna som han debuterade för i division 1. Han spelade från början som yttermittfältare, men flyttades under 1994 ner till vänsterbackspositionen under Bo Petersson som tränare. Han spelade totalt 103 seriematcher samt gjorde fyra mål för Brommapojkarna.

### AIK
Hösten 1996 åkte Gary Sundgren till engelska Sunderland på provspel. AIK räknade då med att tappa Sundgren, vilket gjorde att de valde att värva Antonelius. Han debuterade i november 1996 i en vänskapsmatch borta mot Rosenborg som AIK vann med 2–0. Sundgren stannade dock kvar i AIK, men då hade Antonelius redan skrivit på sitt kontrakt.
AIK:s tränare Erik Hamrén gav Antonelius förtroendet redan i premiären av säsongen 1997 mot Helsingborgs IF. Han var med och vann Svenska cupen 1997 och därefter Allsvenskan 1998. Under säsongen 1999 slutade AIK tvåa i Allsvenskan efter Helsingborgs IF. De spelade under säsongen även i Champions League, där Antonelius gjorde mål i en 2–0-hemmavinst över vitryska Dnepr Transmash Mogilev i den första kvalomgången. AIK nådde fram till gruppspelet i Champions League.
Antonelius var med och vann en titel varje säsong i AIK och han avslutade med att vinna Svenska cupen 1999. Han gjorde två allsvenska mål, det första mot Ljungskile SK (i juni 1997), då han skarvade in ett inlägg från Pierre Gallo. Det andra målet kom mot Malmö FF i oktober 1999. Målet, som betydde 3–0 till AIK, skickade ut Malmö FF ur Allsvenskan. Antonelius missade endast tre allsvenska matcher under tre år i AIK.

### Senare karriär
Efter 1999 lämnade han AIK för engelska Coventry City. Han debuterade i en 3–2-hemmavinst över Arsenal och i andra matchen, borta mot Manchester United, spelade Antonelius hela matchen och blev utsedd till matchens lirare. Han blev uttagen i svenska landslaget och kom med i truppen till EM i fotboll 2000. I EM-matchen mot Italien skadade han korsbandet, vilket höll honom borta från spel i nästan ett år. När han kom tillbaka från sin skada hade Coventry åkt ut ur Premier League. 
I februari 2002 gick han till FC Köpenhamn. Klubben vann Superligaen 2002/2003, men när laget firade mästerskapet hade Antonelius karriär som elitfotbollsspelare redan tagit slut.